# Maria da Graça Carvalho

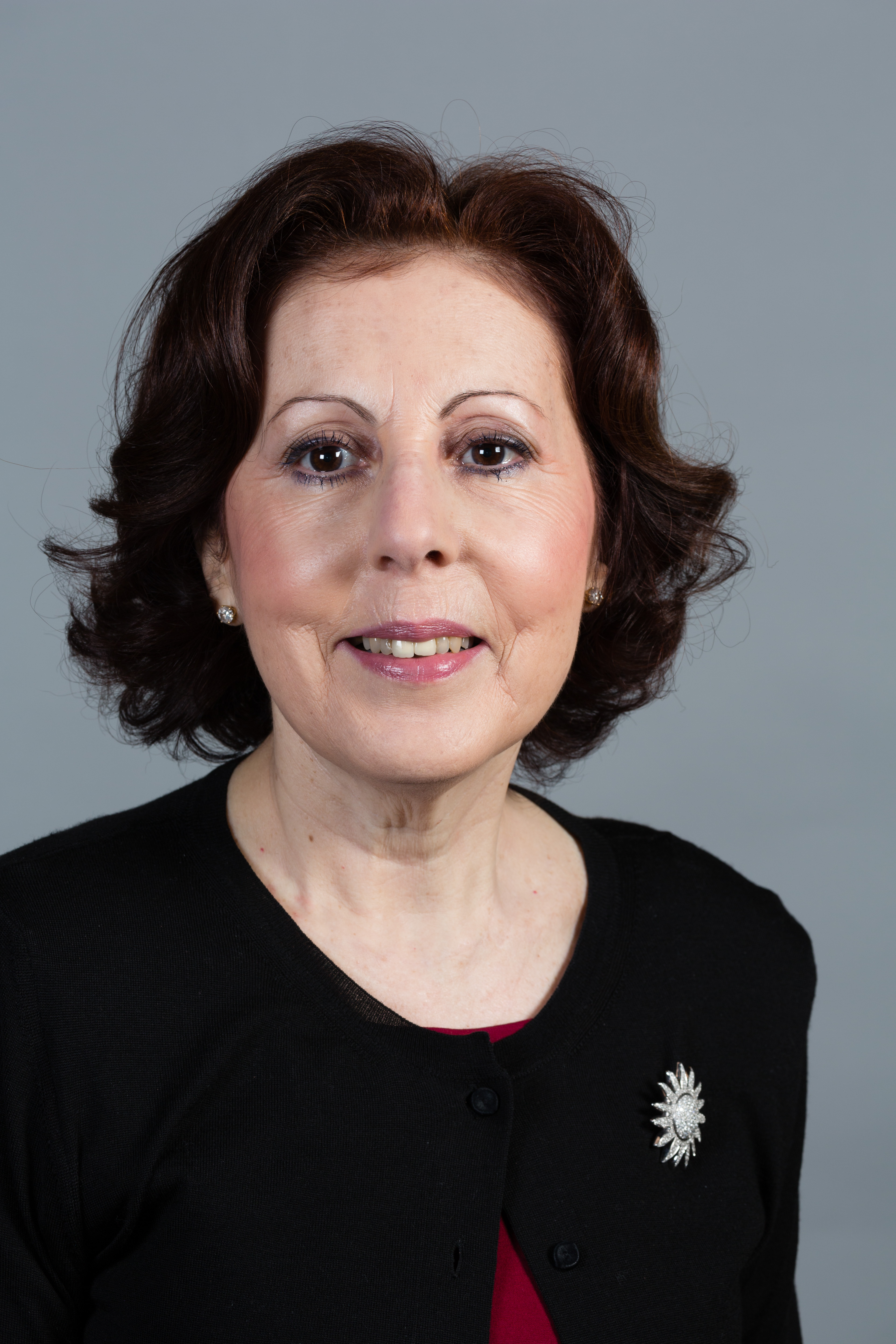
Maria da Graça Carvalho, 2014

Maria da Graça Martins da Silva Carvalho (* 9. April 1955 in Beja) ist eine portugiesische Politikerin der Partido Social Democrata und Ingenieurin. Seit dem 2. März 2024 ist sie Ministerin für Umwelt und Energie im Kabinett Montenegro I und im Kabinett Montenegro II.

## Leben
Carvalho studierte Maschinenbau an der Universität Lissabon. Sie ist als Ordentliche Professorin an der Technischen Universität Lissabon tätig. Sie war Ministerin für Wissenschaft und Hochschulwesen im Kabinett Durão Barroso und ehemalige Ministerin für Wissenschaft, Innovation und Hochschulwesen im Kabinett Santana Lopes. Carvalho war von 2009 bis 2014 und von 2019 bis 2024 Abgeordnete im Europäischen Parlament. Am 2. April 2024 wurde sie zur Ministerin für Umwelt und Energie im Kabinett Montenegro ernannt. Im Zuge dessen legte sie ihr Mandat im Europaparlament nieder. Für sie rückte Vânia Neto ins Europaparlament nach.
2017 wurde sie zum Ehrenmitglied der Academia Europaea gewählt.